# Abu Musa
bu Musa (em persa: ابوموسی, em árabe: أبو موسى) é uma ilha com 12,8 km2 de área, localizada na parte oriental do golfo Pérsico, perto da entrada para o estreito de Ormuz. Devido À profundidade do mar, os grandes petroleiros têm de passar entre Abu Musa e as Grande e Pequena Tunb, o que torna estas ilhas estratégicas na navegação no golfo Pérsico. A ilha é administrada pelo Irão como parte da província de Hormozgan, mas é reivindicada pelos Emirados Árabes Unidos como território do emirado de Sharjah.bu Musa é a ilha iraniana mais meridional do Golfo Pérsico e a mais próxima do equador.